# Carlos de Luxemburgo (1927-1977)
Carlos de Luxemburgo (em francês:  Charles; 7 de agosto de 1927 - 26 de julho de 1977) foi um príncipe luxemburguês, filho de grã-duquesa Carlota de Luxemburgo e do príncipe Félix de Bourbon-Parma. Ele é tio do atual Grão-Duque Henri.
Estudou no Collège Jean-de-Brébeuf em Montreal, no Collège Saint-Charles-Garnier em Quebec e na Loyola School em Nova York.

## Casamento
Charles casou com Joan Dillon, filha de C. Douglas Dillon e Phyllis Chess Ellsworth na Igreja Católica de St. Edward em Surrey, Reino Unido. Eles tiveram dois filhos:
- Charlotte de Luxemburgo (15 de setembro 1967) casou-se civilmente em Mouchy-le-Châtel em 26 de Junho de 1993 e religiosamente em Saint-Rémy-de-Provence em 18 de setembro de 1993, com Marc-Victor Cunningham (24 de setembro 1965), com descendência.
  - Charles Cunningham (8 de agosto de 1996)
  - Louis Cunningham (10 de março de 1998)
  - Donnall Cunningham (2002)
- Robert do Luxemburgo (14 de agosto 1968) casou-se em Boston, Condado de Suffolk, Massachusetts, em 29 de janeiro de 1994, com Julie Elizabeth Houston Ongaro (9 de junho de 1966), com descendência.
  - Charlotte de Nassau (20 de março de 1995)
  - Alexandre de Nassau (18 de abril de 1997)
  - Frederik de Nassau (18 de março de 2002 - 1 de março de 2025[4])